# San Luis, Santa Bárbara
San Luis är en ort i Honduras.   Den ligger i departementet Departamento de Santa Bárbara, i den västra delen av landet, 170 km nordväst om huvudstaden Tegucigalpa. San Luis ligger 1 137 meter över havet och antalet invånare är 5 733.
Terrängen runt San Luis är huvudsakligen kuperad, men åt sydväst är den bergig. San Luis ligger uppe på en höjd. Runt San Luis är det ganska tätbefolkat, med 60 invånare per kvadratkilometer. San Luis är det största samhället i trakten.  